# 19969 Davidfreedman
19969 Davidfreedman (1988 PR) là một tiểu hành tinh vành đai chính được phát hiện ngày 11 tháng 8 năm 1988 bởi A. J. Noymer ở Siding Spring.